# Verbascum transjordanicum
Verbascum transjordanicum är en flenörtsväxtart som beskrevs av Svante Samuel Murbeck. Verbascum transjordanicum ingår i släktet kungsljus, och familjen flenörtsväxter. Inga underarter finns listade i Catalogue of Life.